# Nika Križnar
Nika Križnar (Škofja Loka, 9 de marzo de 2000) es una deportista eslovena que compite en salto en esquí.
Participó en dos Juegos Olímpicos de Invierno, obteniendo dos medallas en Pekín 2022, oro en el trampolín normal por equipo mixto (junto con Timi Zajc, Urša Bogataj y Peter Prevc) y bronce en el trampolín normal individual, y el séptimo lugar en Pyeongchang 2018, en el trampolín normal individual.
Ganó tres medallas en el Campeonato Mundial de Esquí Nórdico, en los años 2021 y 2023.
En los Juegos Europeos de Cracovia 2023 consiguió dos medallas, oro en trampolín grande individual y bronce en trampolín normal por equipo mixto.

## Palmarés internacional
| Juegos Olímpicos   | Juegos Olímpicos      | Juegos Olímpicos  | Juegos Olímpicos         |
| Año                | Lugar                 | Medalla           | Prueba                   |
| ------------------ | --------------------- | ----------------- | ------------------------ |
| 2022               | Pekín (China)         | Medalla de oro    | TN equipo mixto          |
| 2022               | Pekín (China)         | Medalla de bronce | TN individual            |
| Campeonato Mundial |                       |                   |                          |
| Año                | Lugar                 | Medalla           | Prueba                   |
| 2021               | Oberstdorf (Alemania) | Medalla de plata  | TN por equipo            |
| 2021               | Oberstdorf (Alemania) | Medalla de bronce | TG individual            |
| 2023               | Planica (Eslovenia)   | Medalla de bronce | TN por equipo mixto      |
| Juegos Europeos    |                       |                   |                          |
| Año                | Lugar                 | Medalla           | Prueba                   |
| 2023               | Zakopane (Polonia)    | Medalla de oro    | TG individual (EV)       |
| 2023               | Zakopane (Polonia)    | Medalla de bronce | TN por equipo mixto (EV) |